# Žibert
Žibert je 110. najbolj pogost priimek v Sloveniji, ki ga je po podatkih Statističnega urada Republike Slovenije na dan 31. decembra 2007 uporabljalo 1.258 oseb, na dan 1. januarja 2011  pa 1.265 oseb ter je med vsemi priimki po pogostosti uporabe zavzel 108. mesto.
- Alojz(ij) Žibert (1924—2011), fotoamater //=? pedagog, andragog (=računalničar?)
- Damjan Žibert, fotograf
- Franc Žibert, leksikograf
- Franc Žibert (*1949), pravnik in ekonomist, prof. PF
- Franc Žibert (*1951), klasični harmonikar
- Ivan/Janez Krstnik (Avguštin) Žibert (1874—1945), rimskokatoliški duhovnik in bibliotekar
- Jakob Žibert (1898—1988), jezuit, dr. zn.,novinar (1. ur. slov. oddaj Radio Vatikan)
- Janez Žibert, uporabni matematik, statistik, prof. več fakultet (Zdravstvene fakultete, FAMNIT ...)
- Julijana (Julka) Žibert (*1938), direktorica PTT, državna funcionarka (članica IS SRS), častna meščanka Lj
- Marjana Žibert, muzealka (Jesenice)
- Marjetica Žibert, sodnica (Nm)
- Simon Žibert (1891—1970), veterinar, univ. prof.
- Srečko Žibert, veteran vojne za Slovenijo
- Ulla Žibert, kiparka, umetnica
- Urban Žibert (*1992), nogometaš